# Babilonska kula
Babilonski toranj je prema Bibliji toranj kojeg su gradili Noini potomci da bi došli do neba. Razljućeni Jahve srušio je toranj i graditeljima pomiješao jezike kojima su govorili.

## Babilon za vladavine Nabukodonosora II.
U posljednjim godinama oslabljenog Asirskog Carstva, Babilon je izborio neovisnost. Godine 625. pr. Kr., kaldejski je kralj Nabopolasar, osvojio Babilon. 
Naslijedio ga je sin Nabukodonosor II. (625. – 605. g. pr. Kr.) koji je ponovio vojne uspjehe Asiraca. Najprije je zaratio protiv Egipćana koji su zaposjeli Siriju i nakon bitke kod Karkemiša 605. godine pr. Krista potisnuo ih prema Sinaju. Nakon toga se okrenuo prema židovskoj Judeji i kažnjava je zbog podrške koju je pružila Egiptu. Godine 586. pr. Krista osvojen je glavni grad Judeje, Jeruzalem, razoren njegov hram, a stanovništvo odvedeno u ropstvo zvano babilonsko sužanjstvo.
Grad Babilon, u kojem je obitavalo oko 80 000 stanovnika, postao je najveći grad na svijetu. Nabukodonosor je dao velik poticaj graditeljstvu pa su se tako unutar babilonskih zidina našli viseći vrtovi kraljice Semiramide, Ištarina vrata i babilonska kula. 
Kako bi proveo svoj plan javne izgradnje, kralj Nabukodonosor uzimao je radnike iz svakog kutka svojeg carstva.
Za vrijeme ovog perioda, Babilon je postao među židovskim prognanicima glasovit po svom razuzdanom načinu života – poistovjećujući njegovo ime otada s legom grijeha i nemorala.
Prema proroku Danielu, upravo je kralj Nabukodonosor naredio da židovske vođe Šadraka, Mešaka i Abeda Negu bace u užarenu peć jer su odbili pokloniti se zlatnom kipu. Božja kazna koja je potom pogodila kralja bila je ludilo. Daniel kaže da je bio izgnan iz društva, jedaše travu kao govedo.

### Nabukodonosorov tekst o obnovi babilonske kule
570. godine pr. Kr., babilonski je kralj Nabukodonosor II, napisao kratki tekst o svom pothvatu obnove legendarne babilonske kule. Pritom je opisao i katastrofalno stanje u kojem se građevina nalazila.
Jedan je od kraljeva sagradio kulu, ali joj nije dovršio vrh. Ljudi su je bez riječi napustili i zanemarili ... Potresi i munje oštetili su zdanje; glina se osušila, cigle razdvojile a zemlja nakupila u unutrašnjosti građevine. Ugledni Merodah potaknuo me da obnovim kulu. Temeljno kamenje sam ostavio a ni izgled nisam izmijenio već je on ostao poput onog u stara vremena. Dakle, pronađoh i obnovih kulu. Uzdigao sam je do nebesa.

### Herodotov opis Babilona
Herodot (484. – 425. pr. Kr.), grčki povjesničar, često nazivan i ocem povijesti, posjetio je međusobno vrlo udaljena mjesta, kao što su Atena, Egipat, Crno more itd. Sredinom 5. st. pr. Krista posjetio je i Nabukodonosorov Babilon i opisao ga tako veličanstvenim da mu suvremenici nisu vjerovali. Među ostalim, Herodot je opisao i znamenitu babilonsku kulu.
U Asiriji postoje mnogi drugi veliki gradovi, a najznamenitiji je i najmoćniji među njima bio Babilon, gdje se nalazila nakon propasti Nina, kraljevska palača, a taj je grad izgledao ovako.
Leži u velikoj ravnici, a podignut je u obliku četverokuta čija je svaka stranica dugačka stotinu i dvadeset stadija : sve u svemu, opseg grada obuhvaća četiri stotine osamdeset stadija. Najprije ga okružuje jarak, dubok, širok i napunjen vodom, a iza njega se nalazi zid širok pedeset kraljevskih lakata, a visok dvije stotine lakata...
Na vrhu zida izgradili su za oba njegova ruba niz kula na kat, u paru tako da gledaju jedna prema drugoj: između kula ostavili su prolaz za četveropreg. Uokolo zida postavljeno je stotinu vrata, a sva su mjedena ...
U središtu svakog od dijelova grada bila je sazidana građevina, u jednome kraljevska palača s velikom i snažnom ogradom koja ju je okruživala, a u drugome svetište Zeusa Bela s mjedenim vratima, nepromijenjeno sve do dana današnjeg, u obliku četvorine sa stranicama od dva stadija. Usred svetišta izgrađena je čvrsta kula od jednog stadija u dužinu i širinu, a na toj kuli podignuta druga kula, a na njoj treća i tako dalje – sve u svemu osam kula, a uspinje se na njih izvana kružnim stepeništem oko svih kula. Na sredini uspona nalazi se odmorište sa sjedalicama za odmor na kojima se mogu sjesti i otpočinuti oni koji se uspinju. Na posljednjoj se kuli uzdiže veliki hram: u hramu je postavljena velika ležaljka s lijepim pokrovom, a uz nju je zlatan stol. No ovdje nije podignut nikakav kip božanstva: niti ijedan čovjek provodi ovdje noć, osim jedne domaće žene koju je između svih, kako kažu Kaldejci koji su svećenici ovoga boga, odabrao bog.

## Babilonska kula u Bibliji
Prema 11. poglavlju Knjige Postanka, babilonska kula je bio toranj kojeg su sagradili ljudi, Noini potomci, ujedinjeni u namjeri da dosegnu nebesa. Bog se razljutio zbog ljudske oholosti i želje da ljudi budu kao Bog, te je srušio toranj i izazvao kaos time što su graditelji počeli govoriti različitim jezicima. Nakon toga su se ljudi razišli i naselili različite krajeve svijeta a kulu ostavili razorenu. Tekst je slikovit, stoga ljudi nisu zapravo počeli govoriti različitim jezicima nego se više nisu mogli složiti oko izgradnje Babilonske kule.
Sva je zemlja imala jedan jezik i riječi iste. Ali kako su se ljudi selili s istoka, naiđu na jednu dolinu u zemlji Šinearu, i tu se nastane. Jedan drugome reče : Hajdemo praviti opeke te ih peći da otvrdnu!. Opeke im bile mjesto kamena, a paklina im služila za žbuku. Onda rekoše : Hajde da sebi podignemo grad i toranj s vrhom do neba! Pribavimo sebi ime, da se ne raspršimo po svoj zemlji! Jahve se spusti da vidi grad i toranj što su ga gradili sinovi čovječji. Jahve reče : Zbilja su jedan narod, s jednim jezikom za sve! Ovo je tek početak njihovih nastojanja. Sad im ništa neće biti neostvarivo što god naume izvesti. Hajde da siđemo i jezik im pobrkamo, da jedan drugome jezik ne razumije. Tako ih Jahve rasu odande po svoj zemlji, te ne sazidaše grada. Stoga mu je ime Babel, jer je ondje Jahve pobrkao govor svima u onom kraju i odande ih je Jahve raspršio po svoj zemlji.
Pošto se knjige Starog zavjeta većim dijelom bave poviješću židovskog naroda, vrlo lako možemo povući paralelu između stvarnih povijesnih događanja i biblijskih priča. Naime, židovi su kao prognanici kojima je Nabukodonosor uništio domove na Babilon gledali kao simbol nemorala i grijeha. Tako i u pripovijesti o babilonskoj kuli pisac naglašava dekadenciju i pokvarenost babilonskog naroda koji ni Boga ne poštuje. Postojanje i činjenice babilonske kule u ovom slučaju nisu važne, več je sama građevina sredstvo kojim se pokušava prikazati iskvarenost cjelokupne jedne civilizacije.

## Povijesne činjenice o babilonskoj kuli
Iskapanja njemačkog arheologa Koldeweya, na području nekadašnjeg Babilona (danas okolica grada Al Hillah, južno od Bagdada), 1913. godine, otkrila su ostatke moguće babilonske kule. Utvrđeno je da je najvjerojatnije riječ o ziguratu Etemenanki kojeg spominju mnogi domaći izvori (iz vremena Asarhadona, Nabopolassara i Nabukodonosora).
Zigurat širine 90 metara te ukupne visine također 90 metara (Herodot u svojim spisima spominje visinu kule od gotovo 200 metara!), imao je 7 terasastih katova, a na vrhu se nalazio hram za svetu svadbu Marduka, boga zaštitnika grada, i vrhovne svećenice.
Pretpostavlja se da su radnu snagu sačinjavali pripadnici mnogih narodnosti kao što su Huriti, Kasiti i Elamiti, te se na taj način može objasniti teza o međusobnom nesporazumijevanju graditelja što je prouzročilo napuštanje projekta. Iako ne postoje pouzdani izvori, smatra se da je gradnja kule započela u 2. tisućljeću prije Krista.
Većina povjesničara slaže se da je upravo taj zigurat nadahnuo mit o babilonskoj kuli.

## Motiv tornja poput babilonske kule u drugim civilizacijama
Babilonska kula svojom simbolikom nadilazi granice tek fascinantne monumentalne građevine, te kao takva postaje univerzalni simbol čovječanstva. Danas u mnogim kulturama možemo pronaći mitove i priče poput one biblijske.
Sumerski mit, poznat kao Enmerkar, govori o sukobu između dva Boga, Enkija i Enlila, koji je završio pomutnjom jezika među ljudima i velikoj šteti u mnogim gradovima.
Židovski sveti spisi gradnju kule navodi kao pobunu protiv Boga koji nije smio ostaviti nebesa samo za sebe, a svijet prepustiti ljudima  Pobunjenici su sazidali kulu na čijem se vrhu nalazio kip s mačem u ruci, kao da objavljuje rat Bogu a gnjevni su ljudi čak i strijelama gađali nebo.
U Kuranu se također nalazi priča, slična onoj biblijskoj. Naime egipatski faraon, nalaže graditelju Hamanu da mu napravi glineni toranj kojim će se faraon uspeti i suočiti s Mojsijevim Bogom.
U 9. je stoljeću islamski povjesničar al-Tabari, u svom djelu Povijest proroka i kraljeva, gradnju babilonske kule pripisao Nimrodu. Alah je kulu ubrzo uništio te je izazvao kaos među ljudima, izazvavši pomutnju jezika. Prema al- Tarabiju, ljudi su do tada pričali samo sirijskim jezikom, a poslije Alahova gnjeva, nastala su još 72 jezika.
U 13. stoljeću, Abu al-Fida također spominje gradnju babilonske kule, ali priču ipak malo nadopunjuje. Naime, naglašava kako je Eber, Abrahamov predak, dobio dopuštenje od Boga da zadrži svoj hebrejski jezik zato što nije sudjelovao u izgradnji zigurata.
U tradicijama određenih kultura središnje Amerike, također se mogu pronaći priče slične onoj o babilonskoj kuli. Tako je primjerice Xelhua, jedan od sedam divova spašenih od poplave, odlučio sagraditi veličanstvenu piramidu kako bi se obračunao s bogovima i uništio nebesa. Bogovi su razorili građevinu a graditeljima izmješali jezike.
Druga pak priča, iz predaje naroda Tolteka, prema povjesničaru Don Ferdinand d'Alva Ixtilxochitlu (1565-1648), govori o skupini ljudi koji su se gradnjom tornja namjeravali zaštiti od sljedeće poplave, no nesporazumijevanje ih je razdvojilo a građevina nije sagrađena. 
Priča Tohono O'odham Indijanaca, govori o tome kako je Montezuma preživio veliku poplavu nakon čega je u napadu ludosti odlučio napraviti hram koji će dosegnuti nebo. Ipak, Veliki Duh je građevinu uništio munjom.
Na području Nepala i sjeverne Indije, krajem 19. stoljeća zabilježena je još jedna priča poput one biblijske, a doktor Livingstone zabilježio je sličnu predaju i u Africi, oko jezera Ngami 1879. godine.
Također, vrlo sličan mit o izmiješanim jezicima prisutan je i u estonskoj tradiciji.

## Utjecaji babilonske kule na kulturu
Legendarna babilonska kula, iako nije sačuvana te ne postoji dovoljno vjerodostojnih izvora koji govore o njezinim arhitektonskim karakteristikama, kao simbol i metafora određenog značenja, nadahnula je mnoge umjetnike u stvaranju njihovih djela. Slikari, pisci, graditelji pa čak i filmski redatelji, mistični su toranj upotrijebili kao osnovni motiv prilikom stvaralaštva. U ovom radu već je prikazano nekoliko slika a navedene su i predaje određenih civilizacija, koje se oslanjaju na priču o babilonskoj kuli.
U 2. stoljeću prije Krista, popis svjetskih čuda, velebnih građevina antike, navodno je sastavio grčki pjesnik Antipatar iz Sidona, a prema nekima je to bio grčki arhitekt Filos, vodeći se vlastitim ukusom. Od sedam čuda staroga svijeta, sačuvane su samo egipatske piramide. Ostalih šest budilo je maštu umjetnika kasnijih razdoblja koji su nastojali dočarati njihov izgled. Iako je babilonska kula gotovo sigurno bila viša od piramida u Gizi, a navodno je tek Eiffelov toranj 1889. godine nadmašio dimenzije zigurata iz Babilona, ta monumentalna građevina s područja današnjeg Iraka nije uvrštena u popis svjetskih čuda iz vrlo jednostavnog razloga – u vrijeme nastanka popisa, kula je bila u ruševinama. Danas mnogi povjesničari umjetnosti s opravdanjem tvrde kako ne bi bilo pogrešno da se i babilonska kula našla na popisu Antipatara, odnosno Filosa.

### Film Metropolis
Kultni film Fritza Langa iz 1927. godine, Metropolis, klasik je sedme umjetnosti, a upravo je babilonska kula poslužila autoru kao jedan od ključnih motiva.
Radnja ovog znanstveno-fantastičnog remek djela, smještena je u 2026. godinu, u grad Metropolis, te se bavi problemom klasnih sukoba u svijetu tehnologije. Naime, društvo je podijeljeno na dva sloja – mislioce, i radnike kojima je naređeno da sazidaju golemu građevinu u slavu čovječanstva. Ipak, oni ne shvaćaju želje svojih nadređenih zato što žive u katastrofalnim uvjetima s obzirom na tehnološki napredak. Iako svi govore istim jezikom, dolazi do nesporazumijevanja te revoltirani radnici uništavaju građevinu. Uloga Boga u potpunosti je eliminirana, a naglasak je stavljen na društvene odnose.
Građevina koju su radnci iz Metropolisa napravili, očita je kopija babilonske kule, u modernom ruhu.

## Vanjske poveznice
- Virtualna enciklopedija o povijesti i umjetnosti Babilona   Arhivirana inačica izvorne stranice od 15. listopada 2007. (Wayback Machine)(engl.)
- Postoje li arheološki dokazi o babilonskoj kuli? (engl.)
- Babilonska kula u Bibliji, autor: Jim Rovira  Arhivirana inačica izvorne stranice od 25. veljače 2021. (Wayback Machine) (engl.)
- Etemenanki, Livius.org  Arhivirana inačica izvorne stranice od 24. rujna 2013. (Wayback Machine) (engl.)
- Služba Božja Jean-Louis Ska: Grad i kula